# Celestial Lineage
Celestial Lineage četvrti je studijski album američkog black metal-sastava Wolves in the Throne Room. Diskografska kuća Southern Lord Records objavila ga je 13. rujna 2011.

## Popis pjesama
Tekstovi: Wolves in the Throne Room (osim gdje piše drukčije), glazba: Wolves in the Throne Room.
| 1.    | »Thuja Magus Imperium«                                        | Jessika Kenney, Wolves in the Throne Room | 11:41 |
| 2.    | »Permanent Changes in Consciousness« (instrumentalna skladba) |                                           | 1:54  |
| 3.    | »Subterranean Initiation«                                     |                                           | 7:09  |
| 4.    | »Rainbow Illness« (instrumentalna skladba)                    |                                           | 1:28  |
| 5.    | »Woodland Cathedral«                                          | Kenney                                    | 5:26  |
| 6.    | »Astral Blood«                                                |                                           | 10:16 |
| 7.    | »Prayer of Transformation«                                    |                                           | 10:57 |
| 48:51 |                                                               |                                           |       |

## Recenzije
| Zbirne ocjene       | Zbirne ocjene |
| Izvor               | Ocjena        |
| ------------------- | ------------- |
| Metacritic          | 87/100        |
| Recenzije           |               |
| Izvor               | Ocjena        |
| AllMusic            | [ 5 ]         |
| Chronicles of Chaos | 9/10          |
| Drowned in Sound    | 8/10          |
| Metal Injection     | 8/10          |
| Pitchfork           | 8,6/10        |

Dobio je uglavnom pozitivne kritike. Na Metacriticu, sajtu koji prikuplja ocjene recenzenata raznih publikacija i na temelju njih uratku daje prosječnu ocjenu od 0 do 100, uradak je na temelju dvanaest recenzija osvojio 87 bodova od njih 100, što označava „opće priznanje”. U osvrtu za AllMusic Eduardo Rivadavia dao mu je četiri i pol zvjezdice od njih pet izjavivši da je sastav „zbog takvih uradaka i dalje dika žanra”. Pišući za Chronicles of Chaos, Jonathan A. Carbon dao mu je devet bodova od njih deset istaknuvši da je riječ o „jednom od boljih albuma [objavljenih] 2011.” te „najsirovijem” i „najopsežnijem” uratku dotad.
Noel Gardner dao mu je osam bodova od njih deset u recenziji za Drowned in Sound izjavivši da su „vještine [članova sastava] toliko usavršene da mogu stajati uz bok najboljima kad je riječ o nezemaljskoj, urličućoj buci”. Jednaku mu je ocjenu dao i Kit Brown u osvrtu za Metal Injection nazvavši ga „izvrsnim albumom” i „jednim od boljih glazbenih izdanja iz 2011.”. Brandon Stosuy dao mu je 8,6 bodova od njih deset pišući za Pitchfork; izjavio je da je to primjer „pravog black metala koji stvara vlastita pravila” te da zvuči „kao klasik”.

## Zasluge
| Wolves in the Throne Room - Aaron Weaver – bubnjevi, gitara, udaraljke, sintesajzer (Korg Polysix, Korg Mono/Poly), terenske snimke, produkcija, fotografski koncepti, umjetnički direktor - Nathan Weaver – vokal, gitara, sintesajzer, melotron, terenske snimke, produkcija, fotografski koncepti, umjetnički direktor Ostalo osoblje - Mell Dettmer – mastering - Alison Scarpulla – fotografija, fotografski koncepti, umjetnička direktorica - Stephen Rudolph – fotografski koncepti |  | Dodatni glazbenici - Jessika Kenney – vokal (na pjesmi „Thuja Magus Imperium”); vokalni aranžman (na 1. i 5. pjesmi); zborski vokal i orgulje (na pjesmi „Woodland Cathedral”) - Milky Burgess – gitarska solistička dionica (na pjesmi „Thuja Magus Imperium”) - Aaron Turner – vokal (na 2. i 3. pjesmi); dizajn - Faith Coloccia – vokal (na pjesmi „Subterranean Initiation”); dizajn - Timb Harris – gudački aranžman (na pjesmi „Subterranean Initiation”) - Zeynep Oyku Yilmaz – harfa (na pjesmi „Astral Blood”) - Phil Petrocelli – udaraljke (na pjesmi „Prayer of Transformation”) - Randall Dunn – sintesajzer, melotron, udaraljke, gitara, produkcija, snimanje, miksanje |